# Ледник Норденшельда
Ледник Норденшельда (норв. Nordenskiöldbreen), также Норденшёльд — ледник на острове Западный Шпицберген (архипелаг Шпицберген, Норвегия).
Ледник расположен в центральной части острова, между Землёй Диксона и Землёй Бюнсова. Длина ледника составляет 25 км, ширина — 11 км. К юго-западу от ледника расположен Бильлефьорд — центральный фьорд острова. Ледник был назван в честь шведского учёного и полярного исследователя Адольфа Эрика Норденшёльда (1832—1901).